# How Do You Sleep? (canción de Sam Smith)
«How Do You Sleep?» es una canción interpretada por Sam Smith. Se lanzó por el sello Capitol Records el 19 de julio de 2019. La pista fue escrita por Smith, Savan Kotecha, Max Martin y Ilya Salmanzadeh. Fue incluida en el tercer álbum de estudio de Smith, Love Goes (2020).

## Antecedentes y lanzamiento
El presentador de la radio 102.7 Mike Adam anunció la canción en su cuenta de Twitter el 6 de julio de 2019. Smith por su parte, publicó en sus redes sociales el 9 de julio que tenía un anuncio importante al día siguiente. El enlace para el pre-pedido de la canción se activó el 10 de julio,  y más tarde el mismo día, Smith anunció formalmente y compartió un vídeo de la canción.

## Vídeo musical
El video musical de «How Do You Sleep» se estrenó junto con la canción el 19 de julio. Fue dirigido por Grant Singer, con la coreografía de Parris Goebel. El vídeo presenta a Smith bailando con un grupo de bailarines sin camisa.

## Crítica
Rolling Stone describió la canción como una "balada pop que habla sobre tratar de seguir adelante".

## Posicionamiento en listas
| Listas (2019)                             | Mejor posición |
| ----------------------------------------- | -------------- |
| Argentina (Argentina Hot 100)             | 94             |
| Alemania (Official German Charts)         | 43             |
| Australia (ARIA)                          | 11             |
| Austria (Ö3 Austria Top 40)               | 40             |
| Bélgica (Ultratop) Flanders               | 13             |
| Bélgica (Ultratop) Wallonia               | 17             |
| Canadá (Canadian Hot 100)                 | 16             |
| Canadá (CHR/Top 40)                       | 18             |
| Canadá (Hot AC)                           | 25             |
| China (Airplay/FL)                        | 6              |
| Corea del Sur (Gaon)                      | 180            |
| Dinamarca (Tracklisten)                   | 14             |
| Escocia (Official Charts Company)         | 6              |
| Eslovaquia (Singles Digitál Top 100)      | 8              |
| Eslovenia SloTop50                        | 20             |
| España (PROMUSICAE)                       | 87             |
| Estados Unidos (Billboard Hot 100)        | 29             |
| Estados Unidos (Adult Contemporary)       | 22             |
| Estados Unidos (Adult Top 40)             | 12             |
| Estados Unidos (Dance/Mix Show Airplay)   | 19             |
| Estados Unidos (Mainstream Top 40)        | 14             |
| Francia (SNEP)                            | 119            |
| Hungría (Single Top 40)                   | 15             |
| Hungría (Stream Top 40)                   | 12             |
| Irlanda (IRMA)                            | 4              |
| Italia (FIMI)                             | 66             |
| Letonia (Latvijas Top 40)                 | 2              |
| Malasia (RIM)                             | 4              |
| México (Mexico Inglés Airplay)            | 3              |
| Noruega (VG-lista)                        | 9              |
| Nueva Zelanda Hot Singles (RMNZ)          | 5              |
| Países Bajos (Dutch Top 40)               | 13             |
| Países Bajos (Single Top 100)             | 20             |
| Portugal (AFP)                            | 23             |
| Reino Unido (UK Singles Chart)            | 7              |
| República Checa (Singles Digitál Top 100) | 11             |
| Rumania (Airplay 100)                     | 30             |
| Singapur (RIAS)                           | 2              |
| Suecia (Sverigetopplistan)                | 20             |
| Suiza (Schweizer Hitparade)               | 26             |

## Certificaciones
| País (organismo certificador) | Certificación | Unidades certificadas |
| ----------------------------- | ------------- | --------------------- |
| Australia (ARIA)              | Platino       | 70 000                |
| México (AMPROFON)             | 2× Platino    | 120 000               |
| Nueva Zelanda (RIANZ)         | Oro           | 15 000                |
| Reino Unido (BPI)             | Plata         | 200 000               |

## Historial de lanzamiento
| País           | Fecha               | Formato                      | Discográfica    | Ref    |
| -------------- | ------------------- | ---------------------------- | --------------- | ------ |
| Varios         | 19 de julio de 2019 | Descarga digital y Streaming | Capitol Records | [ 60 ] |
| Estados Unidos | 23 de julio de 2019 | Contemporary hit radio       | Capitol Records | [ 61 ] |